# Næsten et menneske
|  | Denne artikel er oprettet af botten PalnaBot ud fra en ekstern database. Den kan derfor have sproglige fejl eller mangler. Denne skabelon kan fjernes efter kontrol af indholdet. |

Næsten et menneske er en kortfilm fra 1983 instrueret af Frits Helmuth efter manuskript af Frits Helmuth, Anker Sørensen.

## Handling
Filmen gør opmærksom på en allergikers - og i dette tilfælde en astmatikers - hverdagsproblemer som følge af sygdommen. I novellens form skildres, hvilken indflydelse patientens sygdom har på den nærmeste familie, og hvordan man når frem til en løsning. Familien består af far, mor, et barn og en hund.